# 畑知子
畑知子（はた ともこ、1969年2月5日 - ）は日本の元女性タレント。東京都出身。アイミング所属（ - 2006年）。
一時期は、葉多朋子。

## 人物
- 正式なデビューは1991年。
- 趣味は、水泳、テニス[1]。
- キャンペーンガールに多く起用され、その後女優に転向。三浦知良の元恋人といわれ、葉多朋子に改名後はその話題が写真集やVシネマのコピーに記されていた。

## 経歴
- 1990年 B.V.D.キャンペーンガール
- 1991年　東洋紡水着キャンペーンガール
- 1991年　サントリービールキャンペーンガール
- 1991年　ダンロップイメージガール

## 出演作品
- あしたがあるから（1991年、TBS）
- 逃亡者（1992年、フジテレビ）
- ホームワーク（1992年、TBS）
- 女豹 灼熱のスナイパー（1996年、にっかつ）
- 女弁護士 犯す！（1997年、東映ビデオ）
- 春の惑星（1999年、TBS）

## 写真集
- 十戒（1996年、ぶんか社）